# Podstoła (województwo łódzkie)
Podstoła – wieś w Polsce położona w województwie łódzkim, w powiecie bełchatowskim, w gminie Drużbice.
| SIMC    | Nazwa   | Rodzaj    |
| ------- | ------- | --------- |
| 0538840 | Depczyk | część wsi |

Przez miejscowość przebiega droga wojewódzka nr 485.
W latach 1975–1998 miejscowość położona była w województwie piotrkowskim.